# تیراندازی در المپیک تابستانی ۱۹۲۰
تیراندازی در بازی‌های المپیک تابستانی ۱۹۲۰ نام رویداد ورزش تیراندازی در بازی‌های المپیک تابستانی بود که در سال ۱۹۲۰ برگزار شد. این مسابقات از ۲۱ بخش تشکیل شده بود که در ۲۲ ژوئیه تا ۳ اوت برگزار شد.

## کشورهای شرکت کننده
در این مسابقات، ۲۳۸ ورزشکار از ۱۸ کشور به رقابت با یک دیگر پرداختند.
- بلژیک (۲۹)
- برزیل (۵)
- کانادا (۷)
- چکسلواکی (۸)
- دانمارک (۱۵)[۱]
- فنلاند (۹)
- فرانسه (۱۷)
- بریتانیای کبیر (۷)
- یونان (۹)
- ایتالیا (۱۰)
- هلند (۱۵)
- نروژ (۱۶)
- پرتغال (۵)
- آفریقای جنوبی (۷)
- اسپانیا (۷)
- سوئد (۲۸)
- سوئیس (۱۵)
- ایالات متحده آمریکا (۲۹)

## جدول مدال‌ها
| رتبه | کشور                      | طلا | نقره | برنز | مجموع |
| ۱    | ایالات متحده آمریکا (USA) | ۱۳  | ۴    | ۶    | ۲۳    |
| ۲    | نروژ (NOR)                | ۵   | ۲    | ۴    | ۱۱    |
| ۳    | سوئد (SWE)                | ۱   | ۶    | ۳    | ۱۰    |
| ۴    | دانمارک (DEN)             | ۱   | ۲    | ۰    | ۳     |
| ۵    | برزیل (BRA)               | ۱   | ۱    | ۱    | ۳     |
| ۶    | فرانسه (FRA)              | ۰   | ۲    | ۰    | ۲     |
| ۷    | فنلاند (FIN)              | ۰   | ۱    | ۲    | ۳     |
| ۸    | بلژیک (BEL)               | ۰   | ۱    | ۰    | ۱     |
| ۸    | یونان (GRE)               | ۰   | ۱    | ۰    | ۱     |
| ۸    | آفریقای جنوبی (RSA)       | ۰   | ۱    | ۰    | ۱     |
| ۱۱   | سوئیس (SUI)               | ۰   | ۰    | ۵    | ۵     |